# Zaretxni (Tomsk)
|  | Per a altres significats, vegeu «Zaretxni». |

Zaretxni (en rus: Заречный) és un poble (possiólok) de l'óblast de Tomsk, a Rússia, que el 2015 tenia 25 habitants.